# Sinovi ravnice
Sinovi ravnice su tamburaški sastav.
"Dođi u Vinkovce" njihov je najpoznatiji uradak.

## Povijest
Pjesma "Dođi u Vinkovce" nastala je 1996. godine. Tekst i glazbu napisao je Miroslav Štivić, a aranžman kapel majstor tadašnjih Zlatnih dukata i njihov tadašnji glazbeni producent Hrvoje Majić. 
Pjesma je bila na vrhu top lista hrvatske zabavne glazbe te im pridonijela veliki broj poklonika. 2013. su povratak na scenu najavili s obradom te uspješnice. Novo izdanje pjesme potpisao je glazbeni producent Boris Đurđević.

## Članovi
- Ivica Sente
- Ivan Uzelac
- Igor Rojka
- Mario Rakušić
- Ivan Josipović
- Nikola Šutalo
- Marijan Novoselac
- Zoran ?

## Diskografija

### Studijski albumi
- Ljubav nema granica (1996., Orfej)
- Ljubavnici (2015., Menart)

## Ostalo
131. brigada Hrvatske vojske Županja osnovana 25. listopada 1991. nosila je naziv "Sinovi ravnice".